# باشگاه فوتبال موستا
باشگاه فوتبال موستا (به انگلیسی: Mosta Football Club) یک باشگاه فوتبال در شهر موستا کشور مالت است.

## مدیران
- الیور اسپیتری
- استیو دآمتو
- دنیلو دانچیچ
- انریکو پچیونی
- پیتر اسمیت

## تیم زنان
تیم زنان از موستا در سطح اول مسابقات کشوری شرکت دارد؛ همچنین این تیم افتخارات متعددی به دست آورده است.